# جو والاچی
جوزف مایکل والاچی (۲۲ سپتامبر ۱۹۰۴ - ۳ آوریل ۱۹۷۱) یک گانگستر آمریکایی در خانواده جنایی جنوزه بود که در سال ۱۹۶۳ به عنوان اولین عضو مافیای ایتالیایی-آمریکایی وجود این سازمان را به صورت عمومی تأیید کرد.
او در شهر نیویورک متولد شد و به عنوان یکی از اعضای سطح پایین خانواده جنوزه فعالیت می‌کرد. والاچی در سال ۱۹۶۲ پس از ترس از کشته شدن توسط همدستانش، به مقامات قانونی مراجعه کرد.
شهادت‌های او در سال ۱۹۶۳ در برابر کمیته سنای آمریکا منجر به افشای جزئیات بی‌سابقه‌ای درباره ساختار و فعالیت‌های مافیا شد. والاچی اصطلاحات "کوزا نوسترا" را برای توصیف مافیای ایتالیایی-آمریکایی رایج کرد.
پس از افشاگری‌هایش، والاچی تحت برنامه حفاظت از شهود قرار گرفت و تا پایان عمر در خفا زندگی کرد. او در سال ۱۹۷۱ در سن ۶۶ سالگی بر اثر حمله قلبی درگذشت.

## زندگی اولیه
جوزف والاچی در ۲۲ سپتامبر ۱۹۰۴ در محله هارلم شرقی نیویورک به دنیا آمد. پدر و مادرش، دومنیکو ویلاچی و ماریا میکلا کاساله، مهاجرانی فقیر از شهر چروینارا در منطقه کامپانیای ایتالیا بودند.
پدر والاچی فردی معتاد به الکل و خشن بود. خود والاچی بعدها این پیشینه خانوادگی را عامل اصلی گرایشش به جرایم سازمان یافته دانست. شرایط دشوار زندگی در یک خانواده فقیر و نابسامان، راه او را به سوی دنیای زیرزمینی جنایت هموار کرد.
والاچی دوران کودکی سختی را در فقر و تحت تأثیر رفتارهای خشونت آمیز پدرش گذراند. این محیط ناآرام و پرتنش، تأثیر عمیقی بر شکل گیری شخصیت او گذاشت و به گفته خودش، او را به سمت زندگی خلافکارانه سوق داد.

## حرفه جنایی
دوره مینوتمن
والاچی فعالیت جنایی خود را با عضویت در یک باند کوچک به نام «مینوتمن» آغاز کرد. این نام به دلیل توانایی اعضا در انجام سرقت‌های سریع و فرار در کمتر از یک دقیقه انتخاب شده بود. والاچی در نقش راننده باند فعالیت می‌کرد و مهارت او در فرارهای سریع، شهرتی به عنوان ستاره‌ای نوظهور در جهان زیرزمینی جنایت نیویورک برایش به ارمغان آورد.  
در سال ۱۹۲۱ به اتهام سرقت مهم دستگیر شد و در ۱۹۲۳ پس از یک سرقت ناموفق مجدداً بازداشت گردید. او به اتهام اقدام به سرقت اعتراف کرد و به ۱۸ ماه حبس در زندان سینگ سینگ محکوم شد، اما پس از ۹ ماه آزاد شد. پس از آزادی متوجه شد جایگاهش به عنوان راننده به فرد دیگری واگذار شده و بنابراین باند سرقت جدیدی تشکیل داد.  
ورود به مافیای آمریکا
در سال ۱۹۳۰، والاچی به عنوان عضو رسمی مافیای آمریکا سوگند یاد کرد. او به عنوان سرباز (سولداتو) به خانواده رینا (که بعدها به خانواده لوچزه معروف شد) تحت رهبری گائتانو رینا پیوست. این همزمان با اوج جنگ کاستلامارزه بود - نزاع خونین بین جناح‌های جو ماسریا و سالواتوره مارانزانو بر سر کنترل فعالیت‌های مافیایی در آمریکا.  
پس از ترور رینا که به مارانزانو پیوسته بود، والاچی در جناح مارانزانو جنگید که نهایتاً پس از ترور ماسریا در ۱۵ آوریل ۱۹۳۱ پیروز شد. مارانزانو خود را «کاپو دی توتتی کاپی» (رئیس روسا) نامید و والاچی به یکی از محافظان شخصی او تبدیل شد. این موقعیت کوتاه مدت بود و مارانزانو پنج ماه بعد توسط ائتلافی به رهبری چارلز «لاکی» لوچیانو ترور شد. والاچی سپس به خانواده لوچیانو (بعدها خانواده جنوزه) پیوست و در گروه آنتونی «تونی بندر» استرولو مشغول به کار شد. در ژوئیه ۱۹۳۲ با کارمل رینا، دختر بزرگ گائتانو رینا ازدواج کرد.  
قتل استیون فرانسه
در سال ۱۹۵۳، ویتو جنوزه دستور قتل استیون فرانسه را صادر کرد. جنوزه به فرانسه مأموریت داده بود تا همسرش آنا را در دوران اختفایش در ایتالیا تحت نظر بگیرد. جنوزه که از روابط عاشقانه احتمالی آنا و شکایتش علیه خود خشمگین بود، به والاچی دستور داد مقدمات قتل فرانسه را فراهم کند. در ۱۸ ژوئن ۱۹۵۳، والاچی فرانسه را به رستورانش در برانکس کشاند، جایی که فرانسه توسط پاسکوال پاگانو و فیوره سیانو (برادرزاده والاچی) خفه شد.

## شهادت فدرال
والاچی در سال ۱۹۵۹ به اتهام نقض قوانین مواد مخدر محکوم و به ۱۵ سال زندان محکوم شد. انگیزه‌های او برای تبدیل شدن به یک خبرچین موضوع بحث بوده است: والاچی ادعا می‌کرد به عنوان یک خدمت عمومی و برای افشای یک سازمان جنگی قدرتمند که زندگی او را نابود کرده بود شهادت می‌دهد. با این حال، احتمالاً امید به حمایت دولت به عنوان بخشی از یک معامله برای کاهش مجازات از اعدام به حبس ابد برای قتلی که در سال ۱۹۶۲ در زندان مرتکب شده بود نیز در این تصمیم نقش داشت.
والاچی و جنوزه هر دو در حال تحمل محکومیت برای قاچاق هروئین بودند. در ۲۲ ژوئن ۱۹۶۲، والاچی با استفاده از یک لوله که در محل ساخت‌وساز باقی مانده بود، یک زندانی را به قتل رساند که او را با جوزف دیپالرمو، عضو مافیا که فکر می‌کرد جنوزه برای کشتن او اجیر کرده، اشتباه گرفته بود. پس از گفتگو با مأموران اف‌بی‌آی، والاچی داستانی درباره بوسه جنوزه روی گونه‌اش تعریف کرد که آن را «بوسه مرگ» تفسیر کرد. او ادعا کرد جنوزه ۱۰۰٬۰۰۰ دلار برای کشتن او جایزه تعیین کرده بود.
زمانی که والاچی تصمیم به همکاری با وزارت دادگستری آمریکا گرفت، ویلیام جی. هاندلی، وکیل دادگستری، به عنوان محافظ او انتخاب شد. هاندلی بعدها گفت: «به او عینک دودی و کلاه‌گیس می‌زدیم و به رستوران رما می‌بردیم. مرد خیلی باحالی بود... همراهی با والاچی به من ثابت کرد که کوزا نوسترا بیش از حد بزرگنمایی شده، درست مثل حزب کمونیست.»
در اکتبر ۱۹۶۳، والاچی در جلسات استماع کمیته تحقیقات سنای آمریکا تحت ریاست سناتور جان ال. مکللن شهادت داد و برای اولین بار به صورت عمومی وجود مافیای آمریکایی-ایتالیایی را تأیید کرد. این شهادت اولین نقض بزرگ قانون اومرتا (سکوت مافیایی) و شکستن سوگند خون او بود. والاچی اولین عضو مافیا بود که به صورت عمومی وجود این سازمان را تأیید کرد و به او نسبت داده می‌شود که اصطلاح «کوزا نوسترا» را رایج کرد.
اگرچه افشاگری‌های والاچی مستقیماً منجر به محاکمه رهبران مافیا نشد، اما او جزئیات زیادی درباره تاریخچه مافیا، عملیات‌ها و آیین‌های آن ارائه داد، در حل چندین قتل بی‌حل کمک کرد و نام بسیاری از اعضا و خانواده‌های جنایتکار بزرگ را فاش کرد. این محاکمه از طریق شهادت تلویزیونی والاچی، جهان را با جنایت سازمان‌یافته آمریکا آشنا کرد.
پس از اینکه وزارت دادگستری ابتدا تشویق و سپس مانع از انتشار خاطرات والاچی شد، پیتر ماس، روزنامه‌نگار، با استفاده از این خاطرات و مصاحبه با والاچی، زندگینامه‌ای نوشت که در سال ۱۹۶۸ با عنوان «پرونده‌های والاچی» منتشر شد. این کتاب اساس فیلمی به همین نام با بازی چارلز برانسون در نقش والاچی قرار گرفت.

## مرگ
در ۳ آوریل ۱۹۷۱، والاچی در حالی که دوران محکومیت خود را در مؤسسه اصلاحی فدرال لا تونا در آنتونی، تگزاس می‌گذراند، بر اثر حمله قلبی درگذشت. ماری کی. جکسون از نیاگارا فالز، نیویورک، مسئولیت دریافت جسد او را بر عهده گرفت و والاچی چهار روز بعد در گورستان دروازه بهشت در لوئیستون، نیویورک به خاک سپرده شد.
والاچی و جکسون از طریق یک دوست مشترک با هم آشنا شده بودند و شایعاتی مبنی بر رابطه نامشروع بین آنها وجود داشت. بعدها مشخص شد که والاچی او را به عنوان وصی و ذینفع اصلی خود تعیین کرده بود. والاچی و جکسون در کنار یکدیگر دفن شده‌اند.

## در فرهنگ عامه
- پرونده‌های والاچی (۱۹۶۸): کتابی نوشته پیتر ماس که به ماجراهای والاچی می‌پردازد. 
- پرونده‌های والاچی (۱۹۷۲): فیلمی بر اساس این کتاب که چارلز برانسون نقش والاچی را بازی می‌کند. 
- پدرخوانده: قسمت دوم (۱۹۷۴): فرانسیس فورد کوپولا در توضیحات کارگردانی خود اشاره کرده که صحنه‌های بازجویی سنای مایکل کورلئونه و فرانک پنتانجلی الهام‌گرفته از جلسات استماع والاچی بوده و شخصیت پنتانجلی شبیه به والاچی است. 
- سیمپسون‌ها: در قسمت «همی دلقک»، هومر سیمپسون که به اشتباه به جای کراستی دلقک ربوده شده، نام جو والاچی را به زبان می‌آورد و گانگسترها او را به عنوان «همان جو والاچی که به سنا درباره جرایم سازمان‌یافته اطلاعات داد» می‌شناسند. 
- پدرخوانده هارلم: ریچارد پتروسلی در این سریال نقش والاچی را بازی می‌کند.  